# Szíria javasolt világörökségi helyszínei
Szíria területéről 2019. júliusig hat helyszín került fel a világörökségi listára, valamint tizenkét további helyszín a javaslati listán várakozik a felvételre.
| Megnevezés                                   | Kép | Leírás | Típus      | Kritérium | Év   | Link |
| -------------------------------------------- | --- | --- | ---------- | --------- | ---- | ---- |
| Nóriák Hamában                               |     | A Hamában látható nóriák vízkiemelő szerkezetek az Orontész folyón. Még napjainkban is, amikor a folyó vízállása megfelelő évente több hónapon keresztül üzemelnek, de már csak hagyományőrzés céljából. A nagyméretű kerekek a hamai városkép szerves részévé váltak. A késő középkorban épített nóriák közül tizenhat maradt fenn, eredetileg ennek a duplája üzemelt. Általában csoportosan állnak, és minden vízikeréknek saját neve van. Kivétel a legnagyobb nória, amelynek átmérője eléri a huszonegy métert, ez egyedül áll a város nyugati részén. Arra, hogy ezeket a vízkiemelőket már az ókorban is használtak az Apameiában folytatott ásatások során találtak bizonyítékok, amikor feltártak egy 5. századból származó mozaikot, rajta egy a nóriákhoz hasonló vízkiemelő kerék képével. | kulturális | I, IV     | 1999 | 1291 |
| Ebla                                         |     | Ebla városát a jelenlegi Tell-Mardih régészeti lelőhelyet az i. e. 4. évezredben alapították. Fénykorát az i. e. 3. évezred közepétől az i. e. 2. évezred közepéig élte. Gazdagságának alapja feltételezhetően a várost körülvevő termékeny talaj lehetett. A várost első ízben egy akkád uralkodó rombolta le, majd több másik támadás után i. e. 1600 körül elnéptelenedett. Területe a legnagyobb kiterjedése idején 60 hektár lehetett, a város magját körülvevő szárított agyagtéglából készült fal magassága egyes helyeken elérte a 20 métert. Az ásatások során feltárták a számos helyiségből álló királyi palotát, a felsővárost, az alsóvárost, és vallási célú épületeket. A királyi palotából került elő a legfontosabb leletegyüttes, egy több ezer agyagtáblából álló levéltár gazdasági, adminisztratív és jogi szövegekkel. Ez a felfedezés volt a bizonyíték arra, hogy a területen a korban egy írás használó civilizáció létezett. | kulturális | III, VI   | 1999 | 1293 |
| Apameia                                      |     | A terület már a neolitikum óta lakott volt, de Apameia alapítására csak i. e. 300 körül, I. Szeleukosz uralkodása alatt került sor. Mint a környék legjelentősebb városa, fontosságát azután is sikerült megőriznie, hogy i. e. 64-ben római fennhatóság alá került. 115-ben egy nagy erejű földrengés szinte az egész várost lerombolta. A 2. század folyamán teljesen újjáépítették, városképének legjellemzőbb eleme az 1850 méter hosszú oszlopokkal szegélyezett főút lett, ami a korábbi cardo vonalán halad. A 4. században keresztény várossá vált, és területén számos templomot emeltek. Később muszlimok foglalták el, majd a 12. században 1149-ig keresztesek fennhatósága alatt állt. Később két újabb földrengés okozott benne komoly károkat. A műemlékegyüttes fő részei a kolonnád, az Antiokheia-kapu, az agóra, közfürdők, egy közkút, egy színház (Szíria legnagyobb színháza), a padlómozaikokkal díszített katedrális és a 6. századi úgynevezett kerek templom. | kulturális | IV        | 1999 | 1297 |
| Maalúla                                      |     | Maalula keresztény városa az Antilibanon hegységben található Damaszkusz közelében. Építészeti örökségén kívül figyelemre méltó, hogy lakosai egy ősi nyelvet beszélnek, az arámit, amit Krisztus idejében is használtak és ezen a nyelven íródott az Ótestamentum egy része is. A város szorosan kötődik Szent Tekla kultuszához, akit a hagyomány szerint Szent Pál keresztelt meg. Azon a helyen, ahol a legenda szerint Szent Tekla menedéket talált az őt üldöző római katonák elől (a hegy megnyílt előtte, így tudott elrejtőzni) egy templomot építettek a sziklahasadékban, és itt látható a szent sírja is. A város másik fontos műemléke a Szent Györgynek szentelt kolostor. | kulturális | V, VI     | 1999 | 1299 |
| Tartúsz                                      |     | A jelenleg 150 000 lakosú Tartúszt a föníciaiak alapították Antarodus néven és hamarosan fontos kereskedelmi központtá vált. Mai nevét a keresztes hadjáratok idején kapta, amikor a település egy fontos keresztény erődítménnyé vált, amit 1291-ig templomos lovagok tartottak ellenőrzésük alatt. A 12. és a 13. században falakkal erősítették meg. Legfontosabb műemléke a jó állapotban fennmaradt, gótikus stílusú katedrális, ami a 13. század elején épült egy korábbi, bizánci templom alapjaira, de végső formáját csak később nyerte el. Erődjellegű külseje éles ellentétben áll belső, háromhajós terének elegáns arányaival. Egyik oszlopa annak a kápolnának a helyét jelzi, amelyet a hagyomány szerint Szent Péter utasítására emeltek, hogy ott helyezze el a Madonna egyik Szent Lukács által festett portréját. A templomot később mecsetté alakították át, jelenleg múzeum működik benne. A múzeum leghíresebb kiállítási tárgyai a föníciaiak idejéből származószarkofágok. | kulturális | II, IV    | 1999 | 1301 |
| Dura-Európosz                                |     | Dura-Európosz városát makedónok alapították egy korábbi település romjaira. A virágzó, Mezopotámiát a mediterrán térséggel összekötő útvonalon fekvő központ az i. e. 2. században párthus fennhatóság alá került, majd Traianus császár uralkodása alatt a Római Birodalomhoz csatolták. A Római uralmat 256-ban a felváltották a Szászánidák, akik elfoglalták a települést. Dura Euporos legfontosabb műemlékei a számos vallási célú épületben feltárt freskók (rajtuk az Újtestamentum egyes jeleneteivel), egy kora keresztény templom, és egy szintén freskókkal díszített zsinagóga. A zsinagóga freskóin látható figurális ábrázolások feltehetően az Ótestamentum egy elveszett történetét ábrázolják. A város műemlékegyütteséhez tartozik még egy Baálnak szentelt templom, a Palmüra-kapu, és a város legimpozánsabb épülete, a közvetlenül az Eufrátesz folyó partjára épült királyi palota. | kulturális | III, IV   | 1999 | 1295 |
| Arvád                                        |     | A Tartúsz kikötővárosától 5 kilométerre fekvő Arvád szigete már a bronzkor óta folyamatosan lakott volt. Az i. e. 1. évezred első felében Türoszhoz mérhető fontosságra tett szert a tengeri kereskedelemben. Később asszír, babiloni, perzsa, görög, majd római befolyás alá került. A keresztes háborúk korában Tartúszhoz hasonlóan a templomos lovagok fennhatósága alá került, akik egészen 1302-ig tudták magukat tartani a szigeten. Az ókori falakból, amelyek a dél-délnyugati oldalt védték, helyenként kisebb szakaszok maradtak meg. Figyelemre méltó még két kisebb erőd, az egyik az oszmán kori helyőrségé volt, a másik pedig a keresztesek jórészt lerombolt várából készült. Ez utóbbiban ma kis múzeum működik. | kulturális | II, V     | 1999 | 1303 |
| Mári                                         |     | Márit a modern Tell-Haririt az i. e. 3. évezredben alapították. A kora dinasztikus korban fontos városállam volt. I. e. 2450 körül lerombolták, majd újjáépítése után újra fejlődésnek indult. Virágkorát az i. e. 18. században élte, amikor az amorita származású Zimrí-Lim megszerezte a város fölötti hatalmat. Húsz évvel később Zimrí-Limet legyőzte korábbi szövetségese Hammurapi babiloni király aki i. e. 1757-ben lerombolta a várost, és a királyi palotát. Mári ennek következtében elnéptelenedett. Az ásatásokat 1933 és 1974 között végezték a francia André Parrot vezetésével. A legfontosabb feltárt épület a királyi palota benne egy értékes levéltárral. A palota több mint háromszáz évig épült, egymásra épült rétegei miatt nehéz elkülöníteni egymástól az építkezés különböző szakaszait. Óriási méretű épületegyüttes volt, legfontosabb elemei az előtér, a trónterem, és a nyugati udvar. A földszinten több, mint 260 kisebb szobát alakítottak ki és feltételezhetően az elpusztult emeleten is több helyiség volt. | kulturális | III, VI   | 1999 | 1294 |
| Rakka és ar-Ráfika                           |     | Az Abbászidák uralkodása alatt Rakka és ar-Ráfika ikervárosa a legnagyobb városoknak számítottak Szíriába. Hárún ar-Rasíd 796-ban ide helyezte át fővárosát, és a hely 808-ig a birodalom központja volt. Ezalatt ar-Ráfika északi részén egy palotakomplexumot emeltek, ami egy tíz négyzetkilométeres területen körülbelül húsz részből állt. A legnagyobb, középen álló épület lehetett az uralkodó rezidenciája, amelyet a források Kaszr asz-szalám („a béke palotája”) néven említenek. Ar-Ráfika nagymecsetét az első Abbászidák idejében emelték. Központi udvarát három oldalról kettős árkád veszi körül, a negyedik oldalon áll a háromárkádos imaterem, amelynek pillérei téglából épültek. Ar-Ráfika másik jelentős épülete a 8. század végén épített Kaszr al-Banát, a „lányok palotája”. Az égetett téglából készült palotának kövezett udvara volt, négy oldalán nyitott termekkel. Jelen állapotában a palota legnagyobb része a 12. századra datálható, de így is felismerhető rajta az abbászida paloták néhány jellegzetessége. | kulturális | II        | 1999 | 1302 |
| Ugarit                                       |     | Ugarit romjai alkotják a Rasz Szamra néven ismer településhalmot. Az akeramikus neolitikum óta lakott volt, legkorábban az i. e. 2400 körül készült agyagtáblákon említik. A város az i. e. 14 és a 13. században élte egyik virágkorát, amikor egyiptomi fennhatóság alatt állt. Az évezred második felében az mediterrán térség keleti részére kiterjedő kereskedelmi hálózattal rendelkezett. A régészeti feltárásokat az 1930-as években kezdték meg francia szakemberek vezetésével. Az ásatások során feltárták a szobákból, udvarokból, raktárakból és a levéltárból álló királyi palotát. Ezután került sor a lakónegyedek és az adminisztratív épületek átfogó vizsgálatára. A legértékesebb leletek a levéltár agyagtáblái voltak, rajtuk fontos információkkal az ugariti vallásról és irodalomról. Egyes táblákon gazdasági szövegek, vagy diplomáciai levelezés olvasható. | kulturális | III. VI   | 1999 | 1292 |
| Kaszr al-Harir as-Sarki                      |     | Kaszr al-Harir as-Sarki sivatagi palotát Hisám kalifa alatt építették 728 és 729 között. A többi omajjád palotához hasonlóan két egymást metsző átló alapján tervezték. Az épület erődjellegű, hatalmas, zárt falrendszerrel, amiket bástyákkal erősítettek meg. A bejáratot két félköríves torony szegélyezi. A bejárat és a tornyok szinte teljesen dísztelenek, a homlokzat egyetlen díszítőeleme egy római kapu amit újra felhasználtak. A viszonylag kisméretű palota falai kétszer hosszabbak az átlagos hetven méternél, így azok megszokottnál négyszer nagyobb területe zárnak körbe. A falakon belül egy kisebb város épült fel, lakóházakkal és műhelyekkel és a minden omajjád palotára jellemző fürdővel. A palotához egy mecset is tartozott, ami a palota falakkal körbezárt területének délkeleti sarkában helyezkedik el. Szerkezete követi a damaszkuszi nagymecset formáját, a nagymecset kicsinyített másának tekinthető. | kulturális | IV        | 1999 | 1298 |
| Mári és Dura-Európosz az Eufrátesz völgyében |     | Márit a modern Tell-Haririt az i. e. 3. évezredben alapították. Virágkorát az i. e. 18. században élte, amikor az amorita származású Zimrí-Lim megszerezte a város fölötti hatalmat. Húsz évvel később Zimrí-Limet legyőzte korábbi szövetségese Hammurapi babiloni király aki i. e. 1757-ben lerombolta a várost, és a királyi palotát. Az ásatásokat 1933 és 1974 között végezték a francia André Parrot vezetésével. A legfontosabb feltárt épület a királyi palota benne egy értékes levéltárral. Dura-Európosz városát makedónok alapították egy korábbi település romjaira. Az i. e. 2. században párthus fennhatóság alá került, majd Traianus császár uralkodása alatt a Római Birodalomhoz csatolták. A Római uralmat 256-ban a felváltották a Szászánidák, akik elfoglalták a települést. Dura Euporos legfontosabb műemlékei a számos vallási célú épületben feltárt freskók, egy kora keresztény templom, és egy szintén freskókkal díszített zsinagóga. A város műemlékegyütteséhez tartozik még egy Baálnak szentelt templom, a Palmüra-kapu, és a város legimpozánsabb épülete, a közvetlenül az Eufrátesz folyó partjára épült királyi palota. | kulturális | II, III   | 2011 | 5702 |